# Una Stancev
Una Stancev Stevanovic (La Herradura, Granada, 27 de agosto de 2002) es una atleta española, campeona del mundo universitaria en salto de altura en 2025 y récord de Andalucía, tras igualar su marca personal. Además a su palmarés suma medallas en los Campeonatos de España Sub-20, tres veces en los Campeonatos de España y dos veces en los Campeonatos de España Indoor. Ha sido campeona de España en tres ocasiones.

## Trayectoria
De origen serbio, Stancev es de La Herradura, Granada. Nacionalizada española, está federada en Andalucía. Formada en el estadio Enrique López Cuenca de Nerja, Málaga, forma parte del club Trops - Cueva de Nerja, antes llamado Nerja Atletismo y Cueva de Nerja.
En el Campeonato de España de Atletismo en pista cubierta de 2020 obtuvo el bronce con un salto de 1,76 metros. En el de Campeonato en pista cubierta de 2021 se alzó con la medalla de plata, con una marca de 1,74 metros, y después ese mismo año en junio revalidó la plata, esta vez en el CI Campeonato de España de Atletismo 2021 con un salto de 1,80 metros, al batir su marca personal. En el Campeonato de España de Atletismo en pista cubierta de 2022 del mes de febrero en Orense obtuvo una nueva plata al saltar 1,81 metros.
En los Campeonato de España de Atletismo 2022 llegó el oro en salto de altura con 1,85 metros, logrando marca personal. También logró la medalla de oro en el Campeonato de España de Atletismo en pista cubierta de 2023 en el mes de febrero, con una marca de 1,81 metros, y en el Campeonato de España de Atletismo 2023, con una nueva marca personal de 1,86 metros.
En el LX Campeonato de España Absoluto Short Track 2024 disputado en febrero en Orense, ganó el oro con 1,84 metros. Fue la campeona de España más joven en salto de altura, con 21 años y 5 meses de edad, revalidando su título del año anterior. El CIV Campeonato de España de Atletismo 2024 añadió a su palmarés una nueva medalla de oro con un salto de 1,87 metros, su mejor marca personal y mejor marca del año en España. 
En el Campeonato de España Short Track 2025 del mes de febrero ganó la plata con un salto de 1,82 metros. Y unos meses después, en los Juegos Universitarios (FISU) celebrados en julio de 2025 en Alemania, se ha proclamado campeona del mundo universitaria en salto de altura, igualando su marca personal situada en 1,91 metros y el récord sub-23 que hasta ese momento ostentaba Ruth Beitia. Stancev ha conseguido la primera medalla de la historia en esta prueba para el atletismo español.
Su marca de 1,91 metros en 2025 es la tercera mejor marca española de todos los tiempos, que únicamente han superado Marta Mendía, con 1,96 metros, y Ruth Beitia, campeona olímpica con una marca de 2,02 metros. Stancev es considerada como una de las promesas con mayor potencial del salto de altura a nivel internacional.
Cuenta con una beca en "la Blume", la Residencia Joaquín Blume que se encuentra ubicada dentro del Centro de Alto Rendimiento (CAR) de Madrid, que otorga el Consejo Superior de Deportes (CSD) para el apoyo y promoción de deportistas de élite a nivel estatal.